# Lư Đình Tuấn
Lư Đình Tuấn (sinh 17 tháng 8 năm 1968 tại Hà Nội) là một cựu cầu thủ và là huấn luyện viên bóng đá Việt Nam. Ông đã từng cùng Việt Nam tham dự các giải bóng đá khu vực Đông Nam Á. 

## Thân thế và sự nghiệp thi đấu
Lư Đình Tuấn là con của cựu cầu thủ Thể Công Lư Đình Phán. Ông vào Thành phố Hồ Chí Minh cùng gia đình sau năm 1975 và là cầu thủ bóng đá của đội Cảng Sài Gòn. Ông đoạt chức vô địch quốc gia mùa bóng 1993-1994 và 1997, cùng Cúp quốc gia mùa bóng 92. Cùng với đội tuyển Việt Nam, Lư Đình Tuấn tham dự SEA Games 91, 93 và 95 (đoạt huy chương bạc), và vòng loại World Cup 1994, là cầu thủ ghi bàn đầu tiên cho Việt Nam ở vòng loại World Cup. Ông có biệt danh là Tuấn "nhím" hay Maradona Việt Nam do thể hình nhỏ bé nhưng kỹ thuật khéo léo của mình.

## Sự nghiệp Quốc tế
| Năm       | Số lần ra sân | Số bàn thắng |
| --------- | ------------- | ------------ |
| 1991      | ?             | 0            |
| 1993      | 7             | 1            |
| 1995      | 1             | 0            |
| Tổng cộng | 8 (?)         | 1            |

## Bàn thắng
| # | Lần ra sân | Ngày                | Địa điểm    | Đối thủ   | Tỷ số | Kết quả | Giải đấu                 |
| - | ---------- | ------------------- | ----------- | --------- | ----- | ------- | ------------------------ |
| 1 | 3 (?)      | 13 tháng 4 năm 1993 | Doha, Qatar | Singapore | 1–0   | 2–3     | Vòng loại World Cup 1994 |

## Sự nghiệp huấn luyện
Sau khi giã từ sự nghiệp cầu thủ (phần lớn nguyên nhân do chấn thương dai dẳng), Lư Đình Tuấn chuyển qua huấn luyện đội trẻ của Cảng Sài Gòn. Mùa bóng 2007, Lư Đình Tuấn chính thức trở thành huấn luyện viên trưởng của đội Thép Miền Nam Cảng Sài Gòn, sau khi huấn luyện viên Đặng Trần Chỉnh và Võ Hoàng Bửu phải nghỉ do bệnh. Dẫn dắt đội bóng được 2 năm và đội TP.HCM rớt hạng V-League 2009 khiến ông không còn được tin dùng và sau đó ông đến Cần Thơ dẫn dắt đội Cần Thơ thi đấu ở giải hạng nhất vào tháng 9 năm 2009. Tháng 7 năm 2010 nhận lời mời của GĐĐH Nguyễn Chí Kiên ông trở lại dẫn dắt đội TP.HCM và giúp đội trụ hạng ở giải hạng nhất 2010, sau đó bị đội Cần Thơ khởi kiện vì vi phạm hợp đồng.
Tháng 10/2010 Lư Đình Tuấn được mời làm huấn luyện viên trưởng của đội Sài Gòn Xuân Thành.
Mùa giải 2011 Sài Gòn Xuân Thành đá giải hạng nhất thi đấu tốt và lên hạng trước 5 vòng đấu và chính thức lên hạng từ mùa giải 2011 - 2012 nhưng với chuỗi 3 trận thua liên tiếp và bị sa thải ngày 3/4/2012. Tháng 6 năm 2012 ông được bổ nhiệm làm huấn luyện viên đội U22 Việt Nam tham dự vòng loại U22 châu Á
Mùa giải 2015/2016, đội bóng TPHCM của HLV Lư Đình Tuấn thi đấu tốt, vô địch giải hạng nhất QG trước 3 vòng đấu, đồng thời chính thức thăng hạng V-League 2017

### Làm việc tại các đội tuyển quốc gia
Hiện nay, ông đang làm trợ lí Huấn luyện Viên tại U23 Việt Nam và Đội tuyển Việt Nam. Ông đã cùng các thành viên khác trong Ban huấn luyện và các cầu thủ Việt Nam vào đến tận trận chung kết Giải vô địch bóng đá U-23 châu Á 2018, bán kết môn bóng đá nam Đại hội Thể thao châu Á 2018 và vô địch Giải vô địch bóng đá Đông Nam Á 2018.
Chiều ngày 21 tháng 12 năm 2018 tại Văn phòng Chính phủ trong lễ vinh danh đội tuyển Việt Nam vô địch AFF Suzuki Cup 2018, Thủ tướng Chính phủ Việt Nam Nguyễn Xuân Phúc đã trao tặng cho Lư Đình Tuấn Huân chương Lao động hạng ba do Chủ tịch nước Nguyễn Phú Trọng ký quyết định tặng.
Đầu năm 2019, ông cùng Đội tuyển Việt Nam vào đến tận vòng tứ kết Cúp bóng đá châu Á 2019 và đã dừng chân trước tuyển Nhật Bản với tỉ số sít sao là 1-0.